# استيفاء (منطق)
الاستيفاء تعبير في الرياضيات وفي نظرية التعقيد الحسابي ذو أهمية كبيرة جدا.

## الصيغة العادية لعطف عبارات مكونة من فصل المتغيرات
هي عبارة عن صيغة عناصرها متغيرات تقبل فقط القيم صحيح خطأ 0 1 لا نعم موزعة على أقواس وتستعمل العمليات المنطقية عطف وفصل ونفي كما في هذا المثال: {\displaystyle (a\lor \lnot b\lor c)\wedge (a\lor b\lor \lnot d)\wedge (a\lor c\lor e)\wedge (b\lor d\lor \lnot e)}.

## جعل الصيغة صحيحة
المسألة الخاصة هو البحث عن قيم المتغيرات بحيث تكون الصيغة صحيحة يعني أن كل قوس يجب أن يكون صحيحا يعني أن يكون هناك على الأقل متغير في كل قوس له القيمة 1 نعم صحيح.
محاولة تجريب كل الاحتمالات الممكنة يحتاج لوقت أسي {\displaystyle O(c^{n})\,}.